# 771
Évszázadok: 7. század – 8. század – 9. század
Évtizedek: 720-as évek – 730-as évek – 740-es évek – 750-es évek – 760-as évek – 770-es évek – 780-as évek – 790-es évek – 800-as évek – 810-es évek – 820-as évek
Évek: 766 – 767 – 768 – 769 –  770 – 771 – 772 – 773 – 774 – 775 – 776

## Események

### Európa
- Decemberben váratlanul meghal a 20 éves I. Karlmann (állítólag heveny orrvérzés következtében), a Frank Birodalom keleti felének királya. Bár két kiskorú fia is van, a főurak behívják testvérét, Nagy Károlyt, aki annektálja is az országrészt. Karlmann felesége, Gerberga gyerekeivel együtt Desiderius longobárd király udvarába menekül.
- Nagy Károly egy év házasság után eltaszítja feleségét, Desideratát, Desiderius lányát. Helyette a 13 éves Hildegardot veszi feleségül.
- Desiderius katonai nyomásgyakorlással és politikai cselszövéssel eléri, hogy III. István pápa longobárdellenes tanácsadóit, Cristophorust és fiát, Sergiust letartóztassák és megvakítsák.
- Offa merciai király uralma alá hajtja Sussex királyságát.

## Születések
- január 14. – I. Kónsztantinosz, bizánci császár
- I. al-Hakam, cordóbai emír

## Halálozások
- december 4. – I. Karlmann, frank király
- Roueni Remigius, Martell Károly törvénytelen fia, roueni érsek

## Fordítás
- Ez a szócikk részben vagy egészben  a(z)   771 című angol Wikipédia-szócikk ezen változatának fordításán alapul.  Az eredeti cikk szerkesztőit annak laptörténete sorolja fel. Ez a jelzés csupán a megfogalmazás eredetét és a szerzői jogokat jelzi, nem szolgál a cikkben szereplő információk forrásmegjelöléseként.